# Bertil Tallberg
Bertil Tallberg, född 25 februari 1932 i Vikmanshyttan, död 1999, var en svensk diskuskastare tävlande för IFK Hedemora.
Tallberg arbetade som smed på bruket i Vikmanshyttan och tränade friidrott på fritiden. Han tävlade på svenska mästerskap och deltog i en del landskamper men nådde störst framgångar som veteranidrottare. Tallberg har det svenska rekordet i klasserna M55, slaget den 26 september 1987, och M60, slaget 1 juli 1992. Mellan den 23 augusti 1930 och den 2 augusti 2012 innehade Tallberg även det svenska rekordet i klassen M45 med längden 49,90 meter. Hans rekord i M55 på 52,24 meter är det 16:e bästa i världen i åldersklassen och rekordet i M60 på 64,66 meter är det 20:e bästa.